# Nick Eppehimer
Nicholas Eppehimer, detto Nick (Pottstown, 20 novembre 1979), è un ex cestista statunitense con cittadinanza italiana, professionista in Europa.
Anche il fratello Brett è stato un cestista professionista.

## Palmarès
- Campionato italiano: 1

Pall. Treviso: 2002-03